# RCDEスタジアム
RCDEスタジアム（RCDE Stadium）は、スペイン・カタルーニャ州バルセロナ県にある球技場。バルセロナ都市圏にあるクルナリャー・ダ・リュブラガートとアル・プラ・ダ・リュブラガートという2つの自治体域にまたがっている。2023年6月より、命名権の売却により、ステージ・フロント・スタジアム (Stage Front Stadium)と命名されている。
エスタディ・コルネリャ＝エル・プラット（エスタディ・クルネリャー＝アル・プラ、Estadi Cornellà-El Prat）という名称でも知られている。サッカークラブのRCDエスパニョールのホームスタジアムである。収容人数は40,000人。建設費は約6000万ユーロ。UEFAカテゴリー4スタジアムである。

## 歴史
2009年夏に本スタジアムが竣工し、RCDエスパニョールのホームスタジアムがエスタディ・オリンピック・リュイス・コンパニスから本スタジアムに移った。RCDエスパニョールにとっては8施設目となるスタジアムであり、クラブはネーミングライツ（命名権）の購入者を探した。こけら落としは2009年8月2日に開催されたリヴァプールFCとの親善試合であり、3対0でRCDエスパニョールが勝利した。
2009年8月8日にはRCDエスパニョールのキャプテンであるダニエル・ハルケが死去したため、ハルケの名前をスタジアムに冠することを望む声もあったが、クラブはこの要望に対して明確な回答を行っていない。2010年6月18日にはスタジアム・ビジネス・アワードを受賞した。2010年7月3日にはアメリカ合衆国のヒップホップグループであるブラック・アイド・ピースがスタジアムでライブを行い、30,000人の観客を集めた。
2014年7月にはオンライン賭博業界のパワー8が命名権を取得し、ネーミングライツによってパワー8スタジアムに改称した。2016年1月にはネーミングライツが終了し、RCDEスタジアムに改称した。2019年6月1日にはドイツのメタルバンドであるラムシュタインがライブを行った。
2023年6月12日、アメリカ合衆国のメリーランド州コロンビアに拠点を置くIT企業のステージ・フロント社がRCDEスタジアムの命名権を買収したことを発表し、ステージ・フロント・スタジアム (Stage Front Stadium)と命名された。

## 開催された主な試合

### サッカー
- 国際Aマッチ

| 日付          | ホームチーム | 結果 | アウェーチーム | ラウンド |
| ------------- | ------------ | ---- | -------------- | -------- |
| 2022年3月26日 | スペイン     | 2-1  | アルバニア     | 親善試合 |
| 2023年6月17日 | ブラジル     | 4-1  | ギニア         | 親善試合 |

## ギャラリー

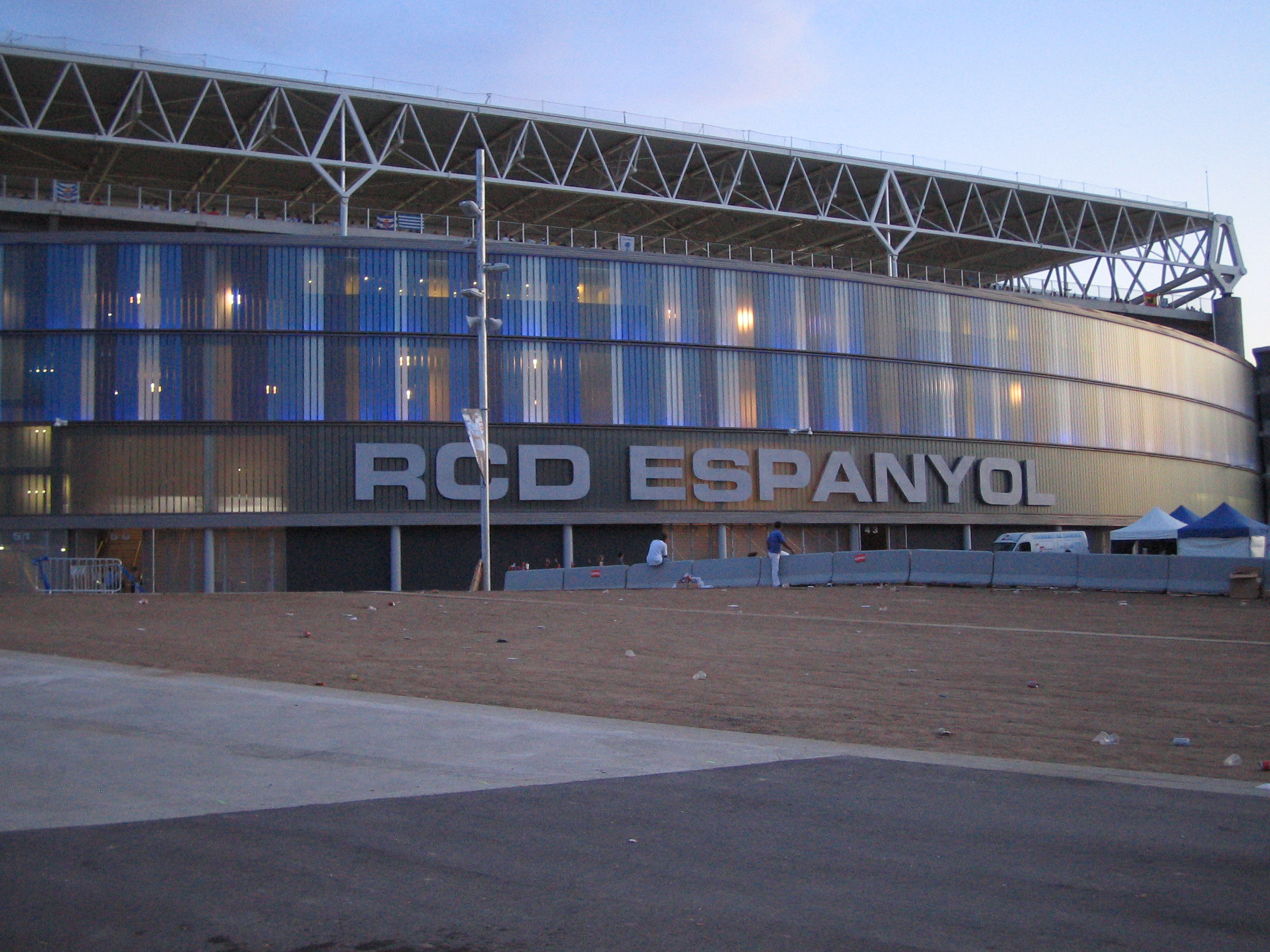
外観1
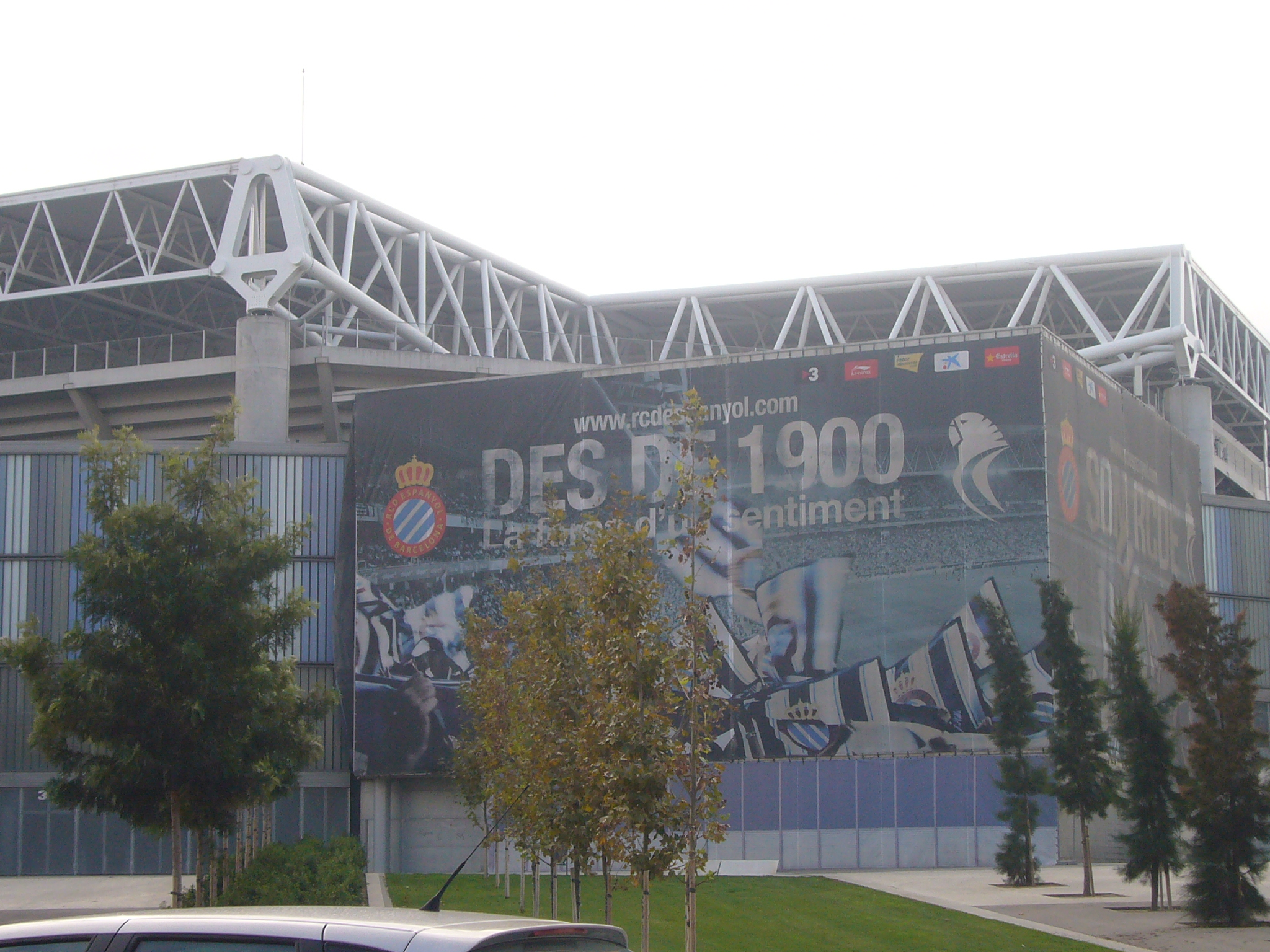
外観2
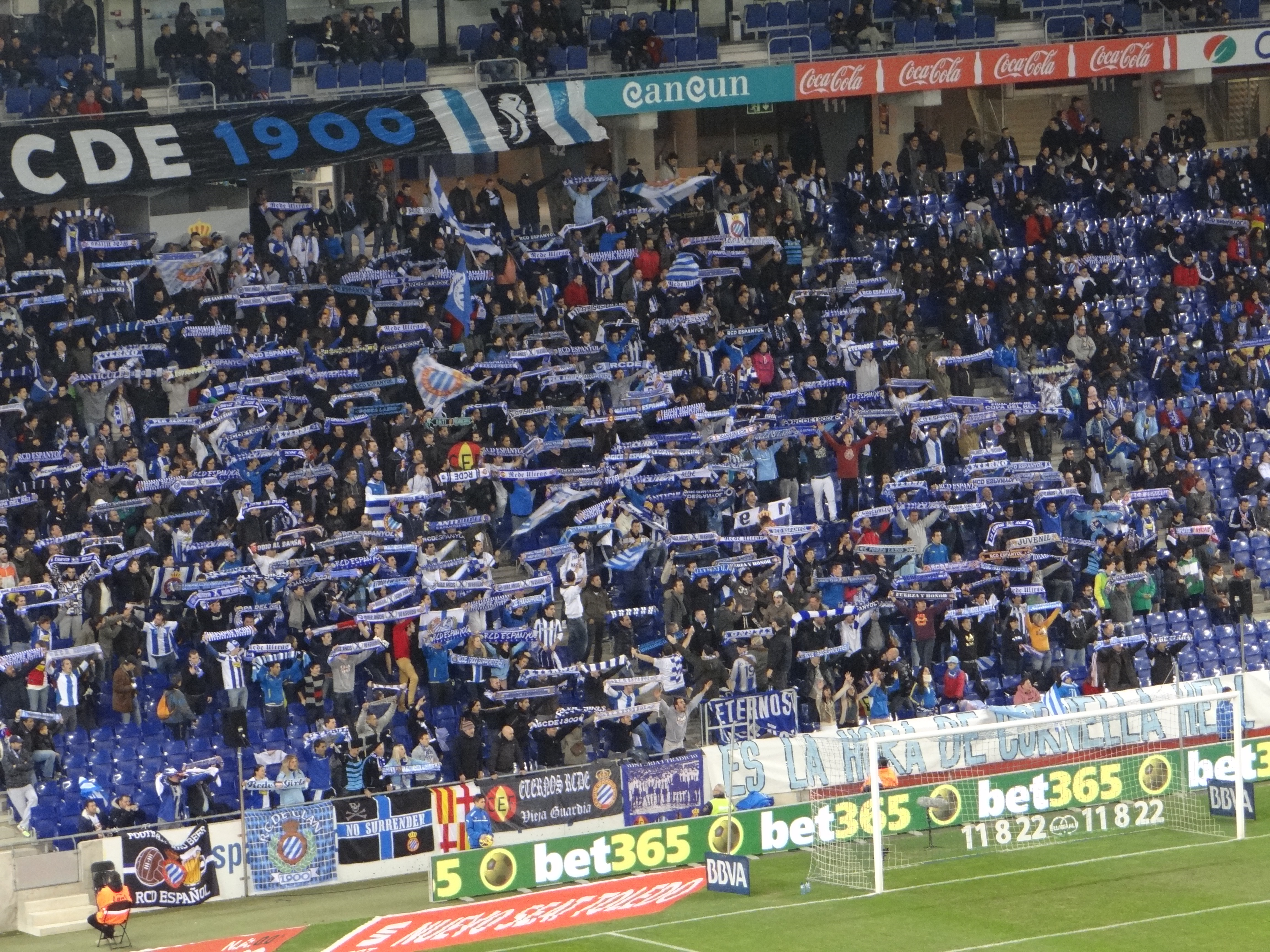
スタジアムのサポーター
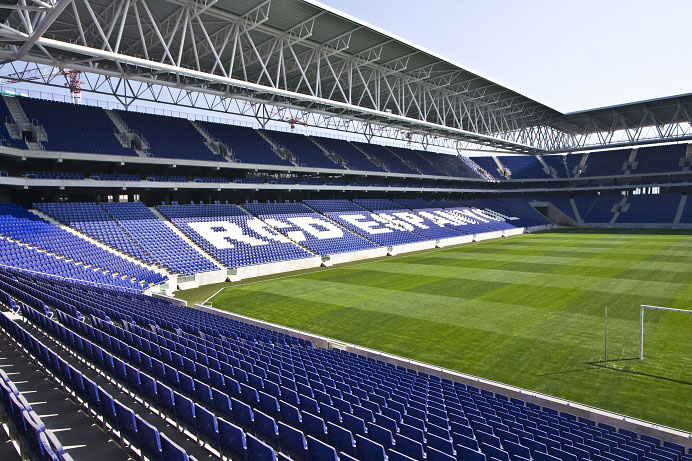
内観